# Łabiszyn-Wieś
Łabiszyn-Wieś – wieś w Polsce położona w województwie kujawsko-pomorskim, w powiecie żnińskim, w gminie Łabiszyn.
W latach 1975–1998 miejscowość administracyjnie należała do województwa bydgoskiego. Przez miejscowość przebiega droga wojewódzka nr 254. Według Narodowego Spisu Powszechnego (III 2011 r.) liczyła 657 mieszkańców. Jest trzecią co do wielkości miejscowością gminy Łabiszyn.